# 別府市立東山幼小中学校
別府市立東山幼小中学校（べっぷしりつ ひがしやまようしょうちゅうがっこう）は、大分県別府市にある公立の施設一体型幼少中一貫校。小規模特認校に指定されている。別府市立東山幼稚園、別府市立東山小学校、別府市立東山中学校が同一敷地内に設置されている。

## 沿革
- 1878年 - 東山学校開校
- 1887年 - 東山簡易学校と改称
- 1891年 - 石垣尋常小学校東山分教場と改称。
- 1902年 - 枝郷分教場廃止。山の口分教場開設。
- 1908年 - 東山尋常小学校、山の口尋常小学校が石垣尋常小学校から独立。東山尋常小学校が東山尋常高等小学校と改称。
- 1930年 - 蓮田尋常小学校の枝郷分教場開設。
- 1937年 - 山の口尋常小学校と枝郷分教場が東山尋常高等小学校の分教場となる。
- 1941年 - 東山国民学校と改称。
- 1947年 - 別府市立東山小学校と改称。東山中学校を併設。
- 1997年 - 枝郷分校、山の口分校を廃止、移転統合により東山小中学校開校。東山幼稚園開園

## 学区
- 別府市
  - 東山1区、東山2区、城島、山の口、枝郷[4]

## 交通
- 亀の井バス 東山小中学校前停。